# Europese kampioenschappen karate 2014 (IFK)
De Europese kampioenschappen karate 2014 waren door de International Federation of Karate (IFK) georganiseerde kampioenschappen voor kyokushinkai karateka's. De vijfde editie van de Europese kampioenschappen vond plaats in het Bulgaarse Samokov.

## Resultaten
| Gewichtsklasse | Goud                | Zilver             | Brons                               |
| Heren          | Heren               | Heren              | Heren                               |
| -------------- | ------------------- | ------------------ | ----------------------------------- |
| -70kg          | Farid Kasumov       | Marsel Mansurov    | Dawid Ozga Dimitar Dimitrov         |
| -80kg          | Artem Nazaretyran   | Sergey Chmenevich  | Emad Nasiri Ruslan Gladnov          |
| -90kg          | Igor Riadnov        | Evgeni Diachenko   | Farshad Shahyari Alexandar Yordanov |
| +90kg          | Nikolai Maslennikov | Artur Tilov        | Jan Van Beek Daniel Degroote        |
| Dames          |                     |                    |                                     |
| -60kg          | Emma Markwell       | Svetlana Berezova  | Juliia Lemikh Lisa-Marie Heath      |
| +60kg          | Svetlana Tuchkova   | Aneta Meskauskiene | Samantha Williams Mariya Panova     |